# Hippowdon
Hippowdon is een Pokémon met nummer 450 volgens de Pokédex. Hij is een soort zand-nijlpaard in  Pokémon: Diamond & Pearl. Hij is de evolutie van Hippopotas en is zoals alle andere evoluties sterker dan zijn voorganger. Het is een Pokémon van het type grond en heeft de kracht Sand Stream (Zandstroom). Hiermee kan hij in een begin van een gevecht een zandstorm laten opwaaien. Hippowdon wordt ook in de Sinnoh League gebruikt (Op Nintendo DS van Diamond/Pearl).
Soms komt men Hippowdon in het spel tegen, bijvoorbeeld in de zandstorm nabij het grasveld bij de resort area. Verder kan je alleen Hippowdon krijgen door Hippopotas laten evolueren. 
Hippowdon komt zelf tot nu toe nog niet voor in de tekenfilmserie van Pokémon, maar wel zijn voorganger (Hippopotas).